# تومویا یاماگام
تومویا یاماگام (ژاپنی: 山上 智也؛ زادهٔ ۲ آوریل ۱۹۷۶) یک بازیکن فوتبال اهل ژاپن است.
از باشگاه‌هایی که در آن بازی کرده‌است می‌توان به باشگاه فوتبال ناگویا گرامپوس اشاره کرد.